# 井上孝代
井上 孝代（いのうえ たかよ、1944年8月14日 - ）は、日本の心理学者。明治学院大学名誉教授。
臨床心理士。学校心理士。認定カウンセラー。マクロ・カウンセリング研究会主宰。

## 経歴・人物
現在の韓国・ソウルで生まれ、1歳の時に釜山から愛媛県八幡浜市へ引き揚げ。2歳から福岡県福岡市で育つ。
福岡市立簀子小学校、福岡市立当仁中学校、福岡県立修猷館高等学校、九州大学文学部哲学科心理学専攻卒業。同大学院文学研究科心理学専攻博士後期課程単位取得満期退学。
1991年東京外国語大学留学生日本語センター助教授、1997年同教授、1998年明治学院大学文学部心理学科教授、2004年同心理学部教授。
2000年 九州大学より博士（教育心理学）の学位を取得。
2007年 心理学部長、2012年副学長、2013年定年退任、名誉教授。
専門はカウンセリング心理学、コミュニティ心理学、異文化間心理学。平和学者のヨハン・ガルトゥングから認定されたトランセンド・トレーナーでもある。

## 著書
- 『留学生担当者のためのカウンセリング入門』（アルク、JAFSAブックレット） 1997
- 『留学生の異文化間心理学 文化受容と援助の視点から』（玉川大学出版部） 2001
- 『あの人と和解する 仲直りの心理学』（集英社新書） 2005
- 『コンフリクト解決のカウンセリング マクロ・カウンセリングの立場から』（風間書房） 2012

### 共編著
- 『異文化間臨床心理学序説』（編著、多賀出版） 1997
- 『留学生の発達援助 不適応の実態と対応』（編著、多賀出版） 1997
- 『共感性を育てるカウンセリング 援助的人間関係の基礎』（編著、袰岩奈々, 菊池陽子共著、川島書店、マクロ・カウンセリング実践シリーズ） 2004
- 『カウンセリングの展望 今,カウンセリングの専門性を問う』（下司昌一編集代表、田所摂寿共編、ブレーン出版） 2005
- 『コンフリクト転換のカウンセリング 対人的問題解決の基礎』（編著、川島書店、マクロ・カウンセリング実践シリーズ） 2005
- 『コミュニティ支援のカウンセリング 社会的心理援助の基礎』（編著、川島書店、マクロ・カウンセリング実践シリーズ） 2006
- 『エンパワーメントのカウンセリング 共生的社会支援の基礎』（編著、川島書店、マクロ・カウンセリング実践シリーズ） 2007
- 『つなぎ育てるカウンセリング 多文化教育臨床の基礎』（編著、川島書店、マクロ・カウンセリング実践シリーズ） 2007
- 『PAC分析研究・実践集』1 - 2（内藤哲雄, 伊藤武彦, 岸太一共編、ナカニシヤ出版） 2008 - 2011
- 『心理支援論 心理学教育の新スタンダード構築をめざして』（山崎晃, 藤崎眞知代共編著、風間書房） 2011
- 『臨床心理士・カウンセラーによるアドボカシー 生徒、エイズ、吃音・精神障害者、性的・民族的マイノリティ、レイプ・DV被害児〈者〉の声を聴く』（編著、風間書房） 2013
- 『60歳からのルネッサンス より輝きを求めて』（安藤一重, 大西守, 平野良子共編、学芸社） 2013

## 翻訳
- 『コミュニティ・カウンセリング 福祉・教育・医療のための新しいパラダイム』（Judith A.Lewis, Michael D.Lewis, Judy A.Daniels, Michael J.D’Andrea、監訳、伊藤武彦, 石原静子訳、ブレーン出版） 2006
- 『スクールカウンセリングの新しいパラダイム MEASURE法による全校参加型支援』（C・B・ストーン, C・A・ダヒア、監訳、伊藤武彦, 石原静子訳、風間書房） 2007
- 『プログラムを成功に導くGTOの10ステップ 計画・実施・評価のための方法とツール』（M・チンマン, P・イム, A・ワンダーズマン、伊藤武彦共監訳、池田満, 池田琴恵訳、風間書房） 2010